# 弦楽四重奏曲第15番 (シューベルト)
弦楽四重奏曲第15番 ト長調 作品161, D 887 は、フランツ・シューベルトが1826年6月に作曲した弦楽四重奏曲であり、シューベルトは本作完成から2年後の1828年に没したため、本作がこのジャンルの最後の作品となった。

## 概要
自筆譜に書き込まれた日付によれば、本作は1826年6月20日から30日にかけてのわずか10日間で書き上げられており、手稿のパート譜は1827年に作成されているが、そのパート譜は現在紛失しており、それが作曲者の手によるものかも不明である。
初演は1828年3月26日に、ウィーンの「赤いはりねずみ館」で催されたシューベルト主催の自作演奏会にて、ヨーゼフ・ベーム、カール・ホルツ、フランツ・ヴァイス、ヨーゼフ・リンケらのメンバーによって第1楽章のみ演奏され、これが公開初演とされている（ただし、この日に演奏された作品には「新作」と記録されているものの、調性が書かれていないため『第14番 ニ短調《死と乙女》』（D 810）である可能性が指摘されている）。
全曲初演はシューベルトの没後20年以上が経過した1850年12月8日にウィーンで、ヨーゼフ・ヘルメスベルガー1世率いるヘルメスベルガー弦楽四重奏団によって行われ、楽譜の出版はその翌年の1851年にディアベリ社から「作品161」として出された。

## 曲の構成
全4楽章、演奏時間は約45分。作風としては管弦楽的（ないしは交響的）な書法の導入が試みられ、トレモロ奏法やユニゾンの多用、音色効果、広い音域の使用といった発想はそれまでの弦楽四重奏曲には見られないものとなっている。
- 第1楽章 アレグロ・モルト・モデラート
ト長調、4分の3拍子、ソナタ形式。
トレモロ奏法が多用され、和声の扱いも独創的で、とくに転調（明暗の変化）では作品全体の重要な要素を形成している。

- 第2楽章 アンダンテ・ウン・ポコ・モート
ホ短調、2分の2拍子（旧全集では4分の4拍子）、ロンド風な形式。
ここでも転調は見られ、嬰ハ短調、変ロ短調、ト短調という風に移調する。ホ短調で開始するコーダはホ長調に変わり、明るい感じに終える。

- 第3楽章 スケルツォ：アレグロ・ヴィヴァーチェ - トリオ：アレグレット
ロ短調 - ト長調、4分の3拍子、複合三部形式。
冒頭で奏される動機やトリオでもやはり転調が見られ、トリオは素朴なレントラー舞曲となる。

- 第4楽章 アレグロ・アッサイ
ト長調、8分の6拍子。ロンドソナタ風の形式。
無窮動的リズムを伴うが、このリズムはタランテラによる（このタランテラも『死と乙女』の終楽章と共通している）。第1楽章と同様、ト長調からト短調のように転調の多用が随所に見られる。

## その他
ウディ・アレン監督・主演によるアメリカ映画『ウディ・アレンの重罪と軽罪』（1989年）の中で、第1楽章の展開部が使用されている。

## 参考資料
- 『作曲家別名曲解説ライブラリー17 シューベルト』 音楽之友社、1998年
- 『シューベルト:室内楽曲全集I 弦楽四重奏曲全集』解説書（ウィーン弦楽四重奏団、カメラータ・レーベル）